# Edifici del Casino Olotí
El Casino Olotí és una obra d'Olot (Garrotxa) inclosa a l'Inventari del Patrimoni Arquitectònic de Catalunya.

## Descripció
És un edifici reconstruït l'any 1939. Actualment consta de dos pisos i planta baixa. A la part que dona al passeig del firal té en primer pis quatre grans finestrals i conc al segon. A la part baixa hi ha una discoteca. L'altra façana té cinc finestres més petites que les primeres.
L'inici dels edificis firal cal situar-lo al segle xvi. La reforma de la urbanització del firal es va fer el 1878.